# Eureka Valley

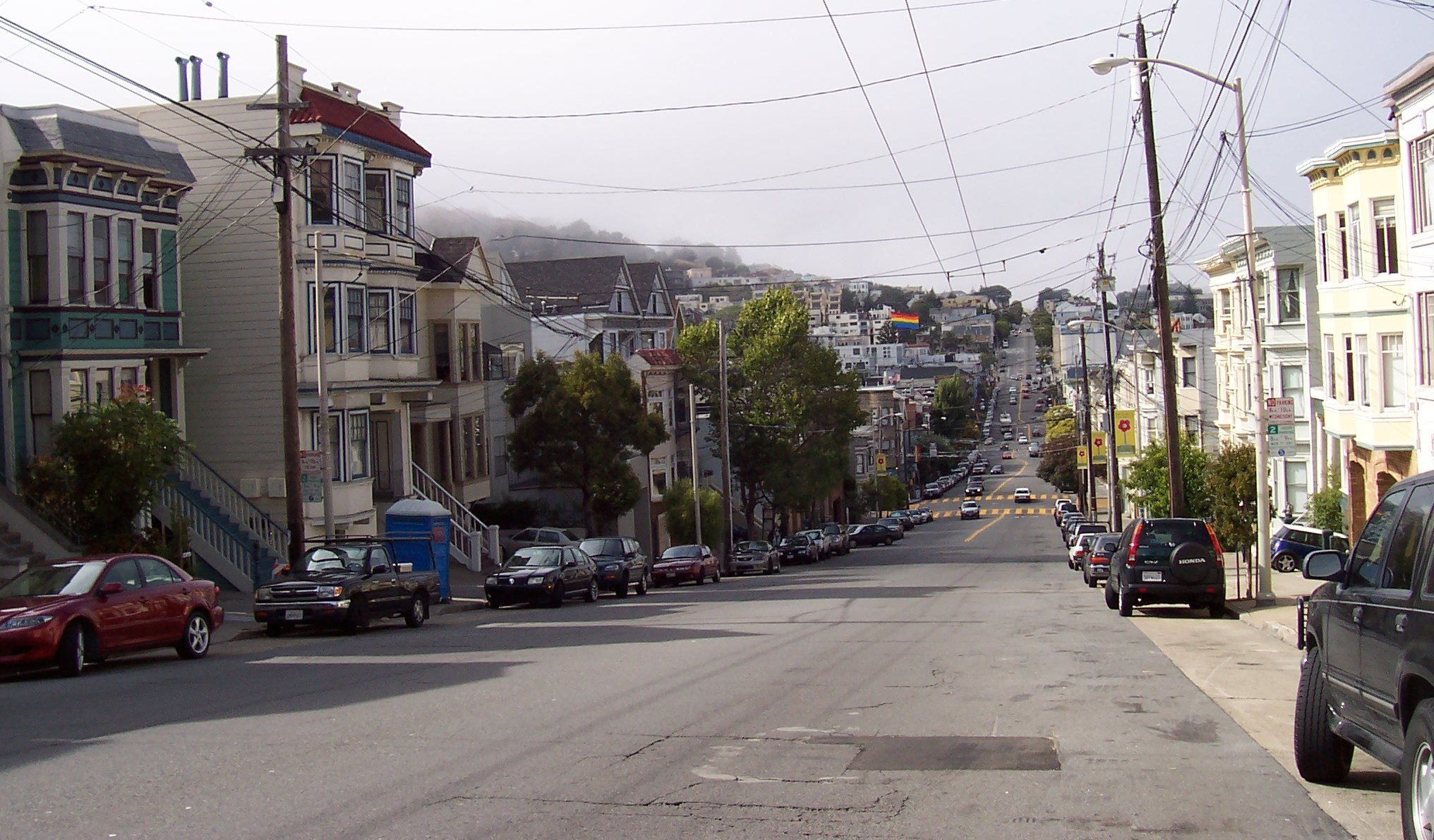
Castro Street in Eureka Valley

Eureka Valley is een buurt in het geografische midden van de Amerikaanse stad San Francisco (Californië). Eureka Valley is een relatief rustige en welvarende woonbuurt. Sinds de jaren 1980 is een deel van de buurt, de wijk The Castro, het hart van de Amerikaanse homobeweging. De termen 'Eureka Valley' en 'The Castro' zijn sindsdien min of meer inwisselbaar geworden.